# Society for the Study of Social Problems
Die Society for the Study of Social Problems (SSSP) ist eine internationale und interdisziplinäre Vereinigung von Wissenschaftlern und Praktikern, die Soziale Probleme aus kritischer und humanistischer Sicht analysieren wollen. Die SSSP wurde 1951 in Chicago von Elizabeth Briant Lee und ihrem Ehemann Alfred McClung Lee gegründet und hat ihren aktuellen Sitz an der University of Tennessee in Knoxville.
Seit 1953 gibt die SSSP das vierteljährlich erscheinende Journal Social Problems heraus, das bei der britischen Oxford University Press erscheint.
Die SSSP wurde 1951 als Alternative zur von den Universitäten Columbia (Robert K. Merton) und Harvard (Talcott Parsons) dominierten akademischen Mainstream-Organisation American Sociological Association gegründet, sie sollte ein Forum für angewandte und teilnehmende Forschung sein.
Der Lee Founders Award wird seit 1981 von der SSSP regelmäßig verliehen.

## Bisherige, aktuelle und designierte SSSP-Präsidenten
Folgende Personen wurde seit 1952 zu SSSP-Präsidenten gewählt:
1. Ernest W. Burgess (1952–53)
2. Alfred McClung Lee (1953–54)
3. Herbert Blumer (1954–55)
4. Arnold Marshall Rose (1955–56)
5. Mabel Agnes Elliott (1956–57)
6. Byron Fox (1957–58)
7. Richard A. Schermerhorn (1958–59)
8. Alfred Ray Lindesmith (1959–60)
9. Alvin W. Gouldner (1960–61)
10. Marshall B. Clinard (1961–62)
11. Marvin B. Sussman (1962–63)
12. Jessie Bernard (1963–64)
13. Irwin Deutscher (1964–65)
14. Howard S. Becker (1965–66)
15. Melvin Tumin (1966–67)
16. Lewis Coser (1967–68)
17. Albert J. Reiss (1968–69)
18. Raymond W. Mack (1969–70)
19. Kai Theodor Erikson (1970–71)
20. Albert K. Cohen (1971–72)
21. Edwin M. Lemert (1972–73)
22. Rose Laub Coser (1973–74)
23. Stanton Wheeler (1974–75)
24. Seymour Michael Miller (1975–76)
25. Bernard Beck (1976–77)
26. Jacqueline Wiseman (1977–78)
27. John Itsuro Kitsuse (1978–79)
28. Frances Fox Piven (1979–80)
29. James Edward Blackwell (1980–81)
30. Egon Bittner (1981–82)
31. Helena Z. Lopata (1982–83)
32. Louis Kriesberg (1983–84)
33. Joan Willard Moore (1984–85)
34. Rodolfo Alvarez (1985–86)
35. Arlene Kaplan Daniels (1986–87)
36. Doris Y. Wilkinson (1987–88)
37. Joseph R. Gusfield (1988–89)
38. Murray Straus (1989–90)
39. James A. Geschwender (1990–91)
40. Stephen J. Pfohl (1991–92)
41. William J. Chambliss (1992–93)
42. Barbara Katz Rothman (1993–94)
43. James D. Orcutt (1994–95)
44. Peter Conrad (1995–96)
45. Pamela A. Roby (1996–97)
46. Beth Bowman Hess (1997–98)
47. Evelyn Nakano Glenn (1998–99)
48. Robert Perrucci (1999–00)
49. John F. Galliher (2000–01)
50. Joel Best (2001–02)
51. Nancy Jurik (2002–03)
52. Kathleen Ferraro (2003–04)
53. Gary Alan Fine (2004–05)
54. Claire M. Renzetti (2005–06)
55. Valerie Jenness (2006–07)
56. Nancy A. Naples (2007–08)
57. Steven E. Barkan (2008–09)
58. JoAnn L. Miller (2009–10)
59. A. Javier Treviño (2010–11)
60. Wendy Simonds (2011–12)
61. Ricardo Dello Buono (2012–13)
62. Anna Maria Santiago (2013–14)
63. Marlese Durr (2014–15)
64. David Alden Smith (2015–16)
65. Donileen Loseke (2016–17)
66. Luis A. Fernandez (2017–18)
67. Nancy J. Mezey (2018–19)
68. Heather Dalmage (2019–20)
69. Corey Dolgon (2020–21)
70. Noreen M. Sugrue (2021–22)
71. Shirley A. Jackson (2022–23)
72. Mary Bernstein (2023–24)
73. Rose M. Brewer (2024–25)
74. Sarah Jane Brubaker (gewählt für 2025–26)